# Offizier-Reitschule in Soltau
Die Offizier-Reitschule in Soltau war eine Schulungseinrichtung des preußischen Heeres. Dort lernten sowohl Kavallerie- als auch Offiziere anderer Truppengattungen das Reiten sowie spezielle Reitmanöver. Auch deutsche, nicht-preußische wie auch andere, ausländische Offiziere besuchten hier Kurse. Es gab eine weitere Offizier-Reitschule in Paderborn.

## Geschichte
Die Reitschule wurde 1913 gegründet und befand sich an der Winsener Straße. Aufgrund der britischen Angriffe im April 1945 auf Soltau erteilte das Generalkommando X aus Hamburg am 10. April den Befehl, die Schule nach Bad Oldesloe in Holstein zu verlegen. Am folgenden Tag zog eine Kolonne aus Wagen und Pferden zunächst in Richtung Bispingen über Lauenburg über die Elbe bis nach Itzehoe. Dort gingen die Soldaten der Schule geschlossen in Gefangenschaft. Damit endete die Geschichte der Reitschule.
Später wurden die Anlagen bis 1975 vom Reit- und Fahrverein Soltau genutzt, seit 2003 befindet sich auf dem Gelände das Veranstaltungszentrum Alte Reithalle. Die Halle hat eine Fläche von 660 m² und wird für zahlreiche Veranstaltungen wie Messen, Tagungen und Konzerte genutzt. Dabei bietet sie Platz für maximal 750 Personen.